# Chrístos Pappás
Chrístos Pappás (Χρήστος Παππάς; Atene, 1962) è un politico greco, vicepresidente del partito neonazista Alba Dorata.
È stato condannato a 13 anni per associazione a delinquere.

## Biografia
Suo padre fu un alto ufficiale dell'esercito greco, stretto collaboratore di Geōrgios Papadopoulos, che promosse il colpo di Stato del 21 aprile 1967, cui conseguì la dittatura dei colonnelli, il regime militare di ispirazione fascista.
Intraprese la carriera politica, sostenendo posizioni neofasciste e negazioniste all'interno di Alba Dorata, di cui divenne vicepresidente. Divenne celebre per un video in cui insegnava ai bambini a fare il saluto nazista, con l'"Heil Hitler". Fu collezionista di cimeli fascisti.
Venne eletto al Parlamento ellenico alle elezioni del 6 maggio 2012 nella XIV Legislatura, che durò pochi giorni, ed alle elezioni del 6 maggio 2012 della XV Legislatura.
Venne nuovamente eletto alle elezioni parlamentari in Grecia del gennaio 2015 nella XVI Legislatura e a quelle del settembre dello stesso anno, nella XVII Legislatura.
Nel 2020, al termine del processo contro diversi mebri dell'organizzazione di estrema destra, fu condannato a 13 anni di reclusione dalla Corte d'appello penale di Atene per associazione a delinquere. Fu ritenuto l'ideologo del gruppo criminale.
Dopo la condanna, eluse l'ordine di incarcerazione e si rese latitante. Il 1º luglio 2021 è stato arrestato in un appartamento nel centro di Atene.  La polizia ha anche arrestato una donna con l'accusa di avergli offerto rifugio.